# Marcel Pilet-Golaz
Marcel Pilet-Golaz (Cossonay, 31 de diciembre de 1889 – París, 11 de abril de 1958) fue un político suizo, miembro del Partido Radical Democrático (PRD).
Fue Consejero Federal de 1929 a 1944 y Presidente de la Confederación en 1934 y 1940.

## Biografía
Marcel Pilet-Golaz era hijo de Edouard Pilet, agente comercial y presidente del consejo municipal de Lausana, y de su esposa Ella, de soltera Schenk. Se doctoró en Derecho por la Universidad de Lausana en 1912 y trabajó como abogado. Alcanzó el grado de mayor en el ejército suizo. En 1915 se casó con Mathilde Golaz, hija del político liberal Donat Golaz, con la que tuvo un hijo, Jacques, nacido en 1920.
Miembro del Partido Radical Democrático, fue diputado del Gran Consejo del Cantón de Vaud entre 1921 y 1928, y posteriormente Consejero Nacional entre 1925 y 1928. En 1926 se opuso al derecho de huelga de los funcionarios públicos.
Fue elegido miembro del Consejo Federal el 13 de diciembre de 1928 en sustitución de Ernest Chuard, y fue reelegido en cuatro ocasiones (17 de diciembre de 1931, 11 de diciembre de 1935, 13 de diciembre de 1939 y 15 de diciembre de 1943). Dirigió el Departamento del Interior hasta 1930, cuando pasó al Departamento de Correos y Ferrocarriles. El 2 de marzo de 1940, tras la muerte de Giuseppe Motta, pasó a hacerse cargo del Departamento Político (Departamento de Asuntos Exteriores), en el que permaneció, salvo un breve regreso al Departamento de Correos y Ferrocarriles a finales de 1940, hasta su dimisión en 1944. Fue Vicepresidente del Consejo Federal en 1933, 1939 y 1944, y Presidente de la Confederación en 1934 y 1940.
Como responsable de la política exterior, Pilet-Golaz tuvo que encontrar un equilibrio entre las exigencias alemanas, las demandas de los Aliados y la voluntad de Suiza de seguir siendo independiente. El camino que eligió, establecer una relación relativamente buena con el Tercer Reich, fue muy controvertido, tanto durante como después de la guerra. Se le consideraba un político pragmático que trató de llegar a acuerdos con el fascismo alemán e italiano. Por ello, también le acusaron de tener simpatía personal por el fascismo. Creó el concepto de "neutralidad activa", que sería recuperado en otras circunstancias en los primeros años del siglo XXI.
Como Presidente de la Confederación, el 25 de junio de 1940 dirigió un discurso a la nación, que entonces se encontraba sumida en una crisis de confianza tras la capitulación francesa. Este discurso, aprobado por el Consejo Federal en pleno, pretendía tranquilizar a la población, pero su desafortunada retórica y sus declaraciones, cuando menos ambiguas, a favor de una regeneración autoritaria de la democracia no hicieron sino aumentar la incertidumbre. Aparte de la admisión tácita de que la guerra había terminado, el discurso no hacía mención al papel del ejército y no contenía términos como "resistencia", "independencia" o "neutralidad". Las sospechas que planeaban sobre él se acrecentaron cuando en septiembre de aquel año recibió a varios miembros del Movimiento Nacional de Suiza, que abogaba por el alineamiento con el Reich. Como consecuencia, Pilet-Golaz tuvo que enfrentarse a duras críticas por parte de amplios sectores de la opinión pública y del Parlamento.
En 1944, su intento de establecer contactos secretos con la Unión Soviética, a la que el gobierno nunca había reconocido oficialmente, fue rechazado de plano por esta última, que acusó públicamente al gobierno suizo de llevar a cabo una "política pro-fascista". La baja consideración que tenía Pilet-Golaz y su ausencia de apoyos le obligaron a dimitir el 7 de noviembre de 1944. Se retiró a su finca de Essertines-sur-Rolle, sin dar nunca explicaciones sobre su actuación política, y desapareció de la vida pública.